# Solkatterna Speedway
Solkatterna Karlstad, Karlstad Speedwayklubb – szwedzki klub żużlowy z Karlstad.

## Skład na sezon 2007
- Stefan Dannö
- Daniel Nermark
- Kauko Nieminen
- Jan Graversen
- Claus Vissing
- Robert Flis
- Klaus Jakobsen
- Manuel Hauzinger